# Telde
Telde är en kommun i Spanien. Den ligger i den autonoma regionen Kanarieöarna i sydvästra delen av landet, 1 700 km sydväst om huvudstaden Madrid. Antalet invånare är 102 867 (2024). Telde ligger på ön Gran Canaria i ögruppen Kanarieöarna.

## Galleri

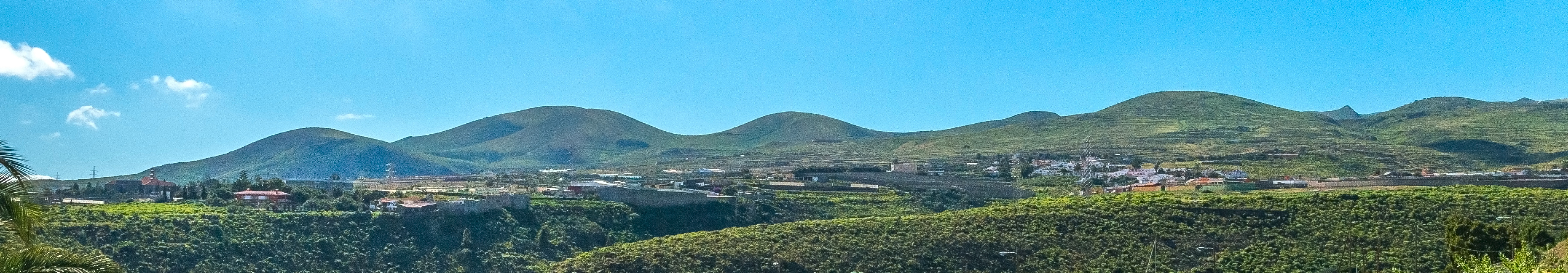
Telde
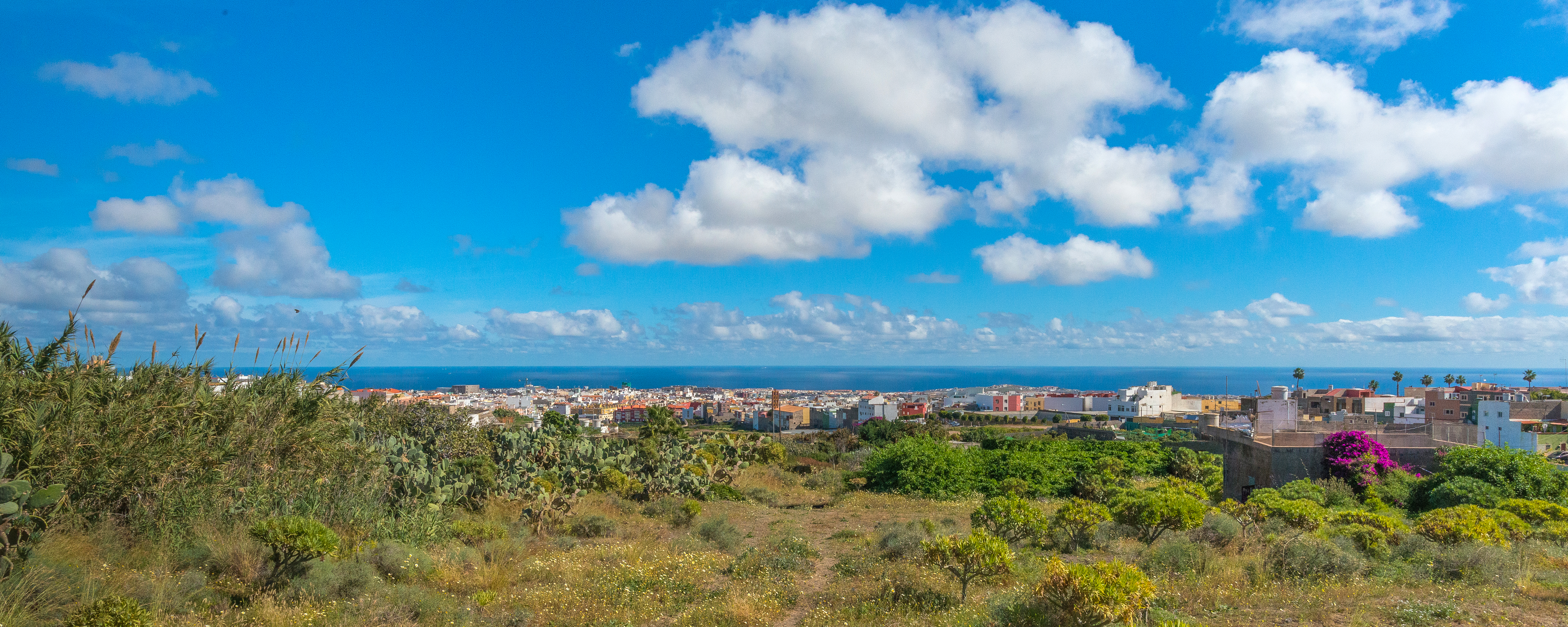
Telde
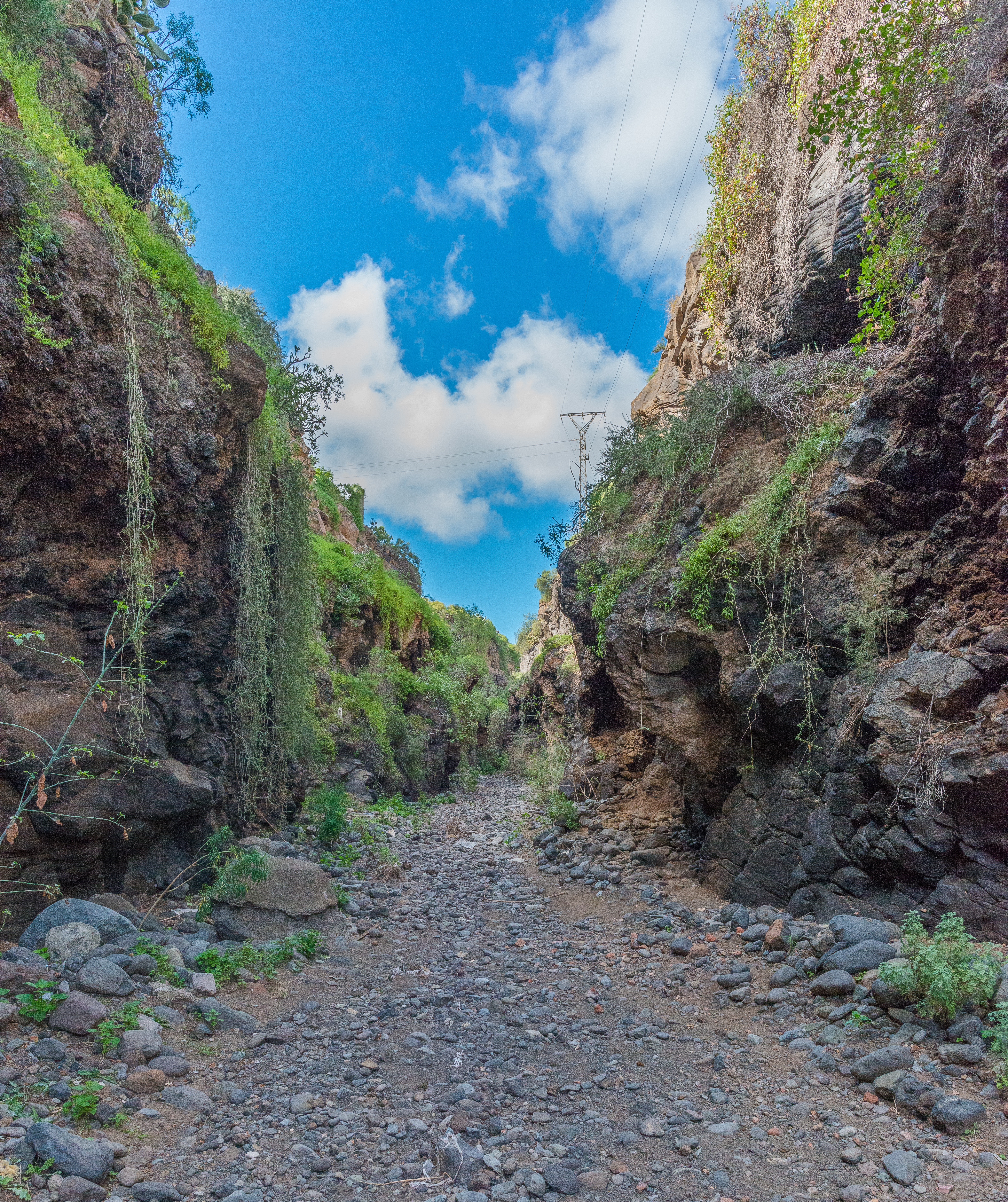
Barranco Real de Telde